# 975
975 (CMLXXV) fue un año común comenzado en viernes del calendario juliano, en vigor en aquella fecha.

## Acontecimientos
- La catedral de Maguncia fue comenzada por Willigis
- Coronación del Rey Eduardo el Mártir en Inglaterra.

## Nacimientos
- Hisham III, duodécimo y último califa del Califato de Córdoba.

## Fallecimientos
- Ma'ad al-Muizz Li-Dinillah, califa fatimí.
- 8 de julio - Edgar el Pacífico, rey de Inglaterra.